# Wolfgang Helck
Hans Wolfgang Helck (16 de setembre de 1914 - 27 d'agost de 1993) és considerat un dels egiptòlegs més importants del segle XX. Des de 1956 fins a la seva jubilació el 1979, va ser professor a la Universitat d'Hamburg. Va romandre actiu després de la seva jubilació i, juntament amb Wolfhart Westendorf, va publicar el Lexikon der Ägyptologie (Enciclopèdia d'Egiptologia) alemany, completat el 1992. Va publicar molts llibres i articles sobre la història i la cultura egípcia i del Pròxim Orient.
Va publicar molts llibres i articles sobre la història de la cultura egípcia i del Pròxim Orient. Va ser membre de l'Institut Arqueològic Alemany i membre corresponent de l'Acadèmia de Ciències de Göttingen.
Helck era fill del filòleg Hans Helck. Va estudiar a la Universitat de Leipzig amb Georg Steindorff i més endavant estudia a la Universitat de Göttingen amb Hermann Kees,  completant els seus estudis el 1938. Va ser presoner de guerra durant la Segona Guerra Mundial, va tornar a Göttingen el 1947 i va completar el seu doctorat el 1951.

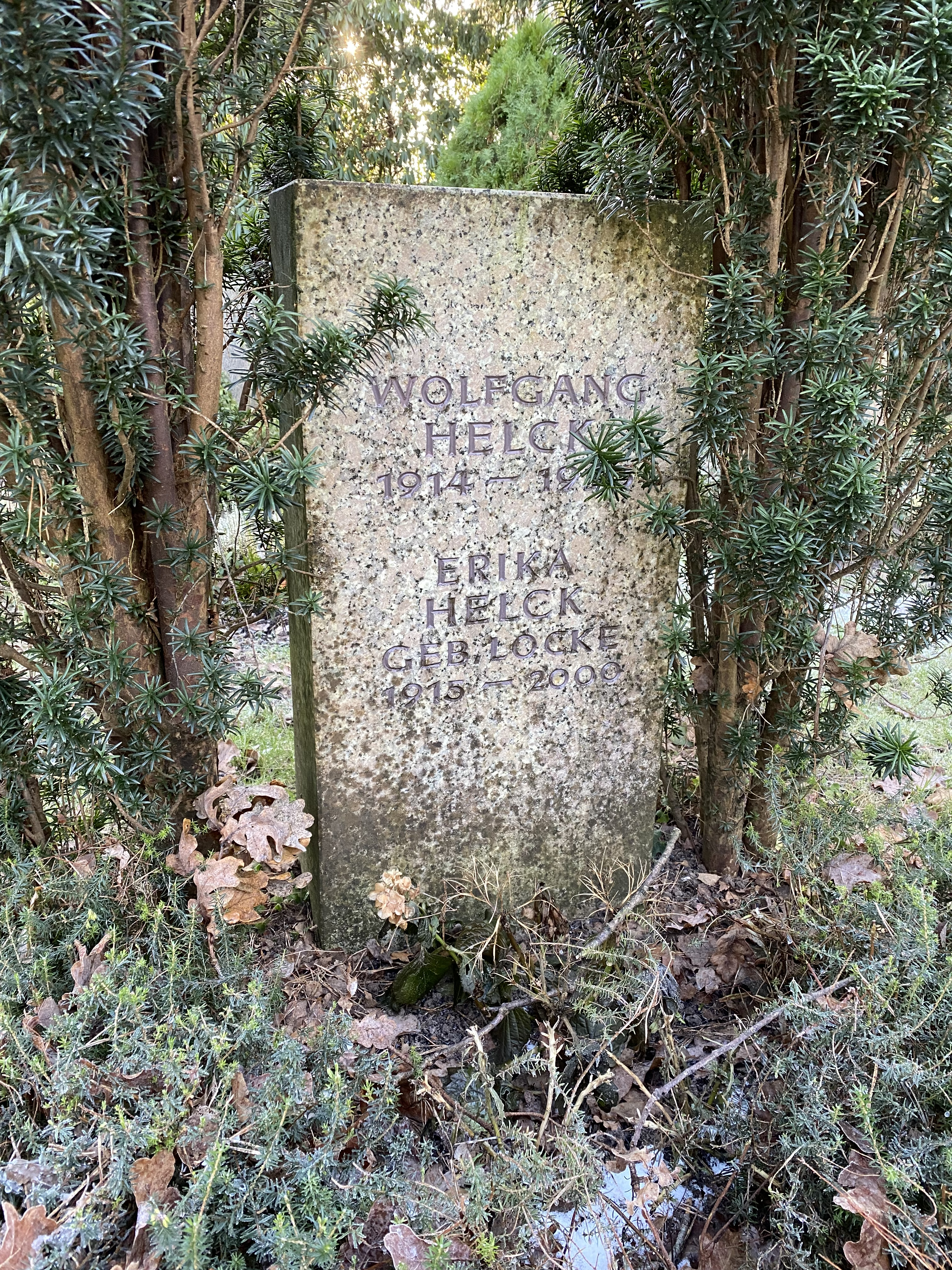
Làpida de Wolfgang Helck

## Publicacions
- Der Einfluß der Militärführer in der 18. ägyptischen Dynastie (= Untersuchungen zur Geschichte und Altertumskunde Ägyptens Bd. 14). Leipzig 1939.
- Untersuchungen zu den Beamtentiteln des ägyptischen Alten Reiches (= Ägyptologische Forschungen. Nr. 18). Augustin, Glückstadt/Hamburg/New York 1954.
- Urkunden der 18. Dynastie. Heft 17–22, Akademie Verlag, Berlin 1955–1958.
- Kleines Lexikon der Ägyptologie. Harrassowitz, Wiesbaden 1956 (zusammen mit Eberhard Otto).
- Untersuchungen zu Manetho und den ägyptischen Königslisten (= Untersuchungen zur Geschichte und Altertumskunde Ägyptens. Bd. 18). Berlin 1956.
- Zur Verwaltung des Mittleren und Neuen Reichs (= Probleme der Ägyptologie. Bd. 3). Brill, Leiden 1958.
- Materialien zur Wirtschaftsgeschichte des Neuen Reiches (= Abhandlungen der geistes- und sozialwissenschaftlichen Klasse der Akademie der Wissenschaften und der Literatur in Mainz. Jahrgang 1960, Nr. 10–11, Jahrgang 1963, Nr. 2–3, Jahrgang 1964, Nr. 4, [...]). Harrassowitz, Wiesbaden 1960–1969.
- Urkunden der 18. Dynastie. Übersetzung zu den Heften 17–22, Berlin 1961.
- Die Beziehungen Ägyptens zu Vorderasien im 3. und 2. Jahrtausend v. Chr. In: Ägyptologische Abhandlungen (ÄA). Band 5, Harrassowitz, Wiesbaden 1962.
  - 2., verbesserte Auflage. Harrassowitz, Wiesbaden 1971.
- Geschichte des Alten Ägypten. In: Handbuch der Orientalistik. Erste Abteilung, Erster Band, Dritter Abschnitt, Brill, Leiden/Köln 1968.
  - 2. Auflage. Brill, Leiden/Köln 1981, ISBN 90-04-06497-4.
- Jagd und Wild im alten Vorderasien. Die Jagd in der Kunst, Hamburg, Berlin 1968.
- Die Ritualszenen auf der Umfassungsmauer Ramses' II. in Karnak. In: Ägyptologische Abhandlungen. Band 18, Harrassowitz, Wiesbaden 1968.
- Der Text der „Lehre Amenemhets  I. für seinen Sohn“. In: Kleine ägyptische Texte (KÄT). Harrassowitz, Wiesbaden 1969.
- Die Lehre des Dw3-Htjj. Teil 1 und 2. In: KÄT. Harrassowitz, Wiesbaden 1970.
- Die Prophezeiung des Nfr.tj (=Nefeferti). In: KÄT. Harrassowitz, Wiesbaden 1970.
- Betrachtungen zur Großen Göttin und den ihr verbundenen Gottheiten (= Religion und Kultur der alten Mittelmeerwelt in Parallelforschungen. Bd. 2). München/Wien 1971.
- Das Bier im Alten Ägypten. Berlin 1971.
- Die Ritualdarstellungen des Ramesseums. Teil I (= Ägyptologische Abhandlungen (ÄA). Bd. 25). Harrassowitz, Wiesbaden 1972.
- Der Text des Nilhymnus. In: KÄT. Harrassowitz, Wiesbaden 1972.
- Altägyptische Aktenkunde des 3. und 2. Jahrtausends v. Chr. (= Münchener Ägyptologische Studien. Band 31). München/Berlin 1974.
- Die Altägyptischen Gaue. (= Beihefte Tübinger Atlas des Vorderen Orients.  Reihe B (Geisteswissenschaften), Nr. 5), Wiesbaden 1974.
- Historisch-biographische Texte der 2. Zwischenzeit und neue Texte der 18. Dynastie. In: KÄT. Harrassowitz, Wiesbaden 1975.
- Wirtschaftsgeschichte des Alten Ägypten im 3. und 2. Jahrtausend v. Chr. (= HDO. 1. Abt., 1. Band, 5. Abschnitt). Leiden/Köln 1975.
- Die Lehre für König Merikare. In: KÄT. Harrassowitz, Wiesbaden 1977.
- Die Beziehungen Ägyptens und Vorderasiens zur Ägäis bis ins 7. Jahrhundert v. Chr. (= Erträge der Forschung. Bd. 120). Wissenschaftliche Buchgesellschaft, Darmstadt 1979.
- Lehre des Hordjedef und Lehre eines Vaters an seinen Sohn. In: KÄT. Harrassowitz, Wiesbaden 1984.
- Gedanken zum Ursprung der ägyptischen Schrift. In: Mélanges Gamal Eddin Mokhtar: Bulletin de l'Institut Français d'Archéologie. Kairo 1985.
- Politische Gegensätze im alten Ägypten (= Hildesheimer ägyptologische Beiträge. Bd. 23). Gerstenberg, Hildesheim, 1986.
- Untersuchungen zur Thinitenzeit (= Ägyptologische Abhandlungen. Bd. 45). Harrassowitz, Wiesbaden 1987, ISBN 3-447-02677-4 (eingeschränkte Onlineversion)
- Tempel und Kult. Harrassowitz, Wiesbaden 1987, ISBN 3-447-02693-6.
- Thinitische Topfmarken. Harrassowitz, Wiesbaden 1990, ISBN 3-447-02982-X.
- Das Grab Nr. 55 im Königsgräbertal, Sein Inhalt und seine historische Bedeutung (= Sonderschrift des Deutschen Archäologischen Instituts 29). von Zabern, Mainz 2001.
- Die datierten und datierbaren Ostraka, Papyri und Graffiti von Deir el Medineh. Harrassowitz, Wiesbaden 2002.
- Untersuchungen zur Thinitenzeit (= Ägyptologische Abhandlungen. Bd. 45). Harrassowitz, Wiesbaden 1987, ISBN 3-447-02677-4.

Editor i coautor
- Probleme der Ägyptologie. Brill, Leiden 1953 ss.
- Ägyptologische Abhandlungen (ÄA). Harrassowitz, Wiesbaden 1960 ss.
- Kleine ägyptische Texte (KÄT). Harrassowitz, Wiesbaden 1969 ss.
- Lexikon der Ägyptologie. Band I–VII, Harrassowitz, Wiesbaden 1975–1992 (zusammen mit Wolfhart Westendorf, in der Vorbereitungsphase auch Eberhard Otto ).